# Hyla fusca
"Hyla" fusca
Espèce
"Hyla" fusca est une espèce d'amphibiens de la famille des Hylidae dont la position taxonomique est incertaine (Incertae sedis).

## Publication originale
- Laurenti, 1768 : Specimen medicum, exhibens synopsin reptilium emendatam cum experimentis circa venena et antidota reptilium austriacorum Vienna Joan Thomae, p. 1-217 (texte intégral).